# Lycodon travancoricus
Lycodon travancoricus là một loài rắn trong họ Rắn nước. Loài này được Beddome mô tả khoa học đầu tiên năm 1870.

## Hình ảnh

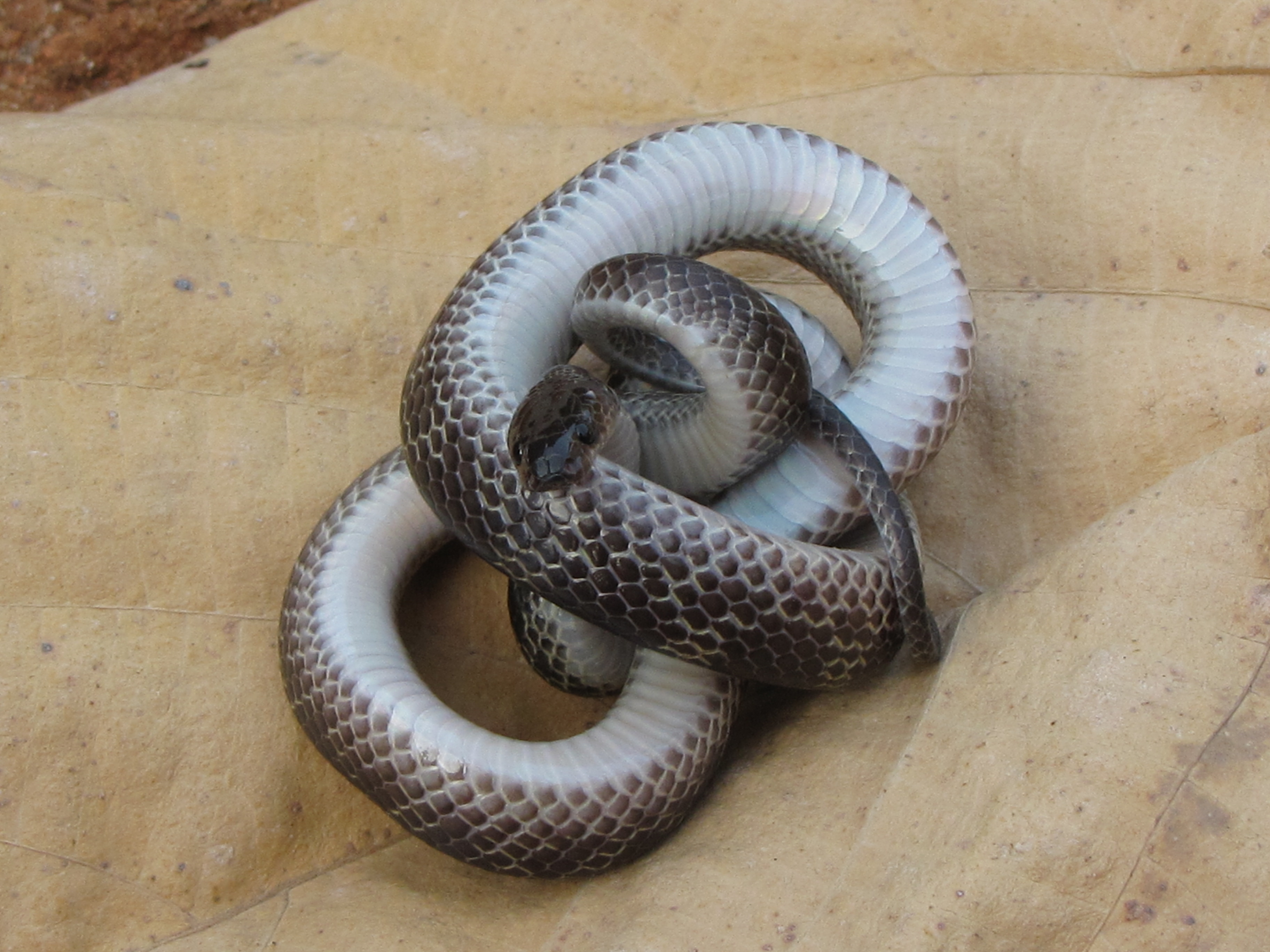
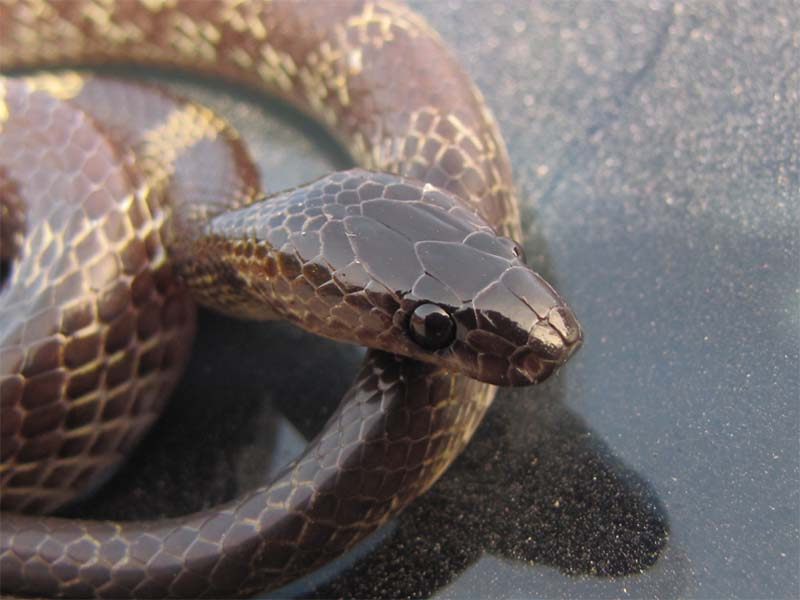
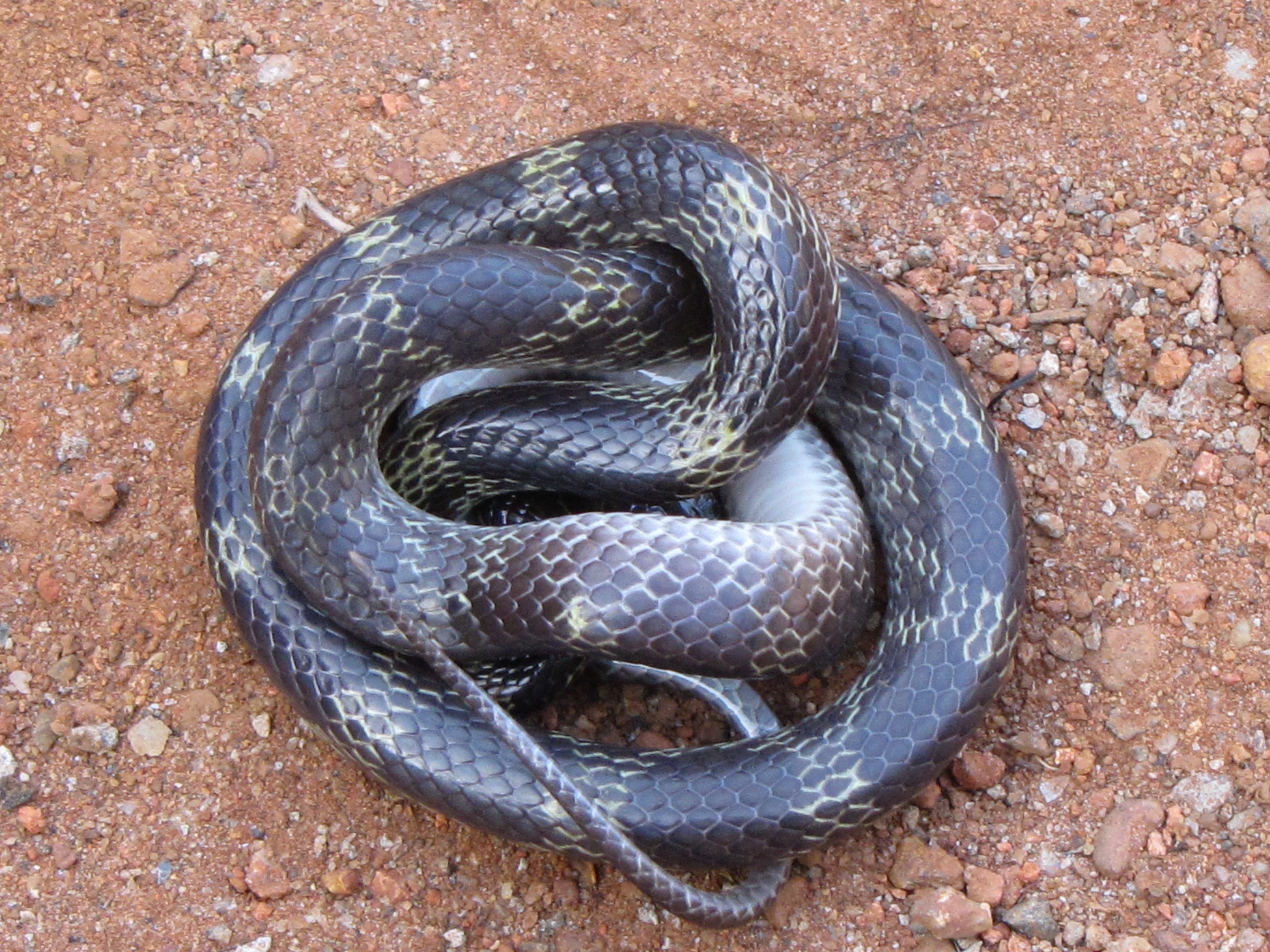